# Illusions perdues (film, 2021)
Pour les articles homonymes, voir Illusions perdues (homonymie).
Pour plus de détails, voir Fiche technique et Distribution.
Illusions perdues est un film dramatique français co-écrit et réalisé par Xavier Giannoli, sorti en 2021.
Il s'agit de l'adaptation du roman Illusions perdues (1837-1843) d'Honoré de Balzac, un des romans-clés de La Comédie humaine.
Le film est présenté en compétition officielle à la Mostra de Venise 2021.
Il remporte aussi de nombreux prix, dont sept César en 2022 et, parmi ceux-ci, celui du meilleur film.

## Synopsis
Lucien de Rubempré est un jeune poète idéaliste né sans fortune à Angoulême au début du XIXe siècle. Sa relation avec une femme mariée de la petite noblesse locale est l'occasion de monter à Paris pour y satisfaire ses ambitions. Bientôt livré à lui-même dans cette ville trépidante et cruelle, il va découvrir que la vie littéraire, intellectuelle et artistique parisienne n'est que la façade d'un vaste système économique cynique, où « tout s’achète et se vend, la littérature comme la presse, la politique comme les sentiments, les réputations comme les âmes ». Grâce à ses talents de critique, il entame une ascension au sein de la haute société parisienne. Mais ce système va se retourner contre lui.

## Fiche technique
Sauf indication contraire, les informations mentionnées dans cette section peuvent être confirmées par les bases de données cinématographiques IMDb et Unifrance,  présentes dans la section « Liens externes ».
- Titre original : Illusions perdues
- Titre de travail : Comédie humaine
- Réalisation : Xavier Giannoli
- Scénario : Jacques Fieschi et Xavier Giannoli, d'après le roman Illusions perdues d'Honoré de Balzac
- Décors : Riton Dupire-Clément
- Costumes : Pierre-Jean Larroque
- Photographie : Christophe Beaucarne
- Montage : Cyril Nakache
- Musique : Hippolyte et Aricie de Jean-Philippe Rameau, Manchega de Louis-Moreau Gottschalk et Concerto pour quatre clavecins BWV 1065 I. Allegro de Jean-Sébastien Bach
- Son : François Musy, Renaud Musy et Didier Lozahic
- Production : Olivier Delbosc et Sidonie Dumas
- Sociétés de production : Curiosa Films et Gaumont
- Société de distribution : Gaumont
- Budget : 19 millions d’euros[2]
- Pays de production :  France
- Langue originale : français
- Format : couleur
- Genre : drame
- Durée : 149 minutes
- Dates de sortie :
  - Italie : 7 septembre 2021 (Mostra de Venise)
  - France : 20 octobre 2021

## Distribution

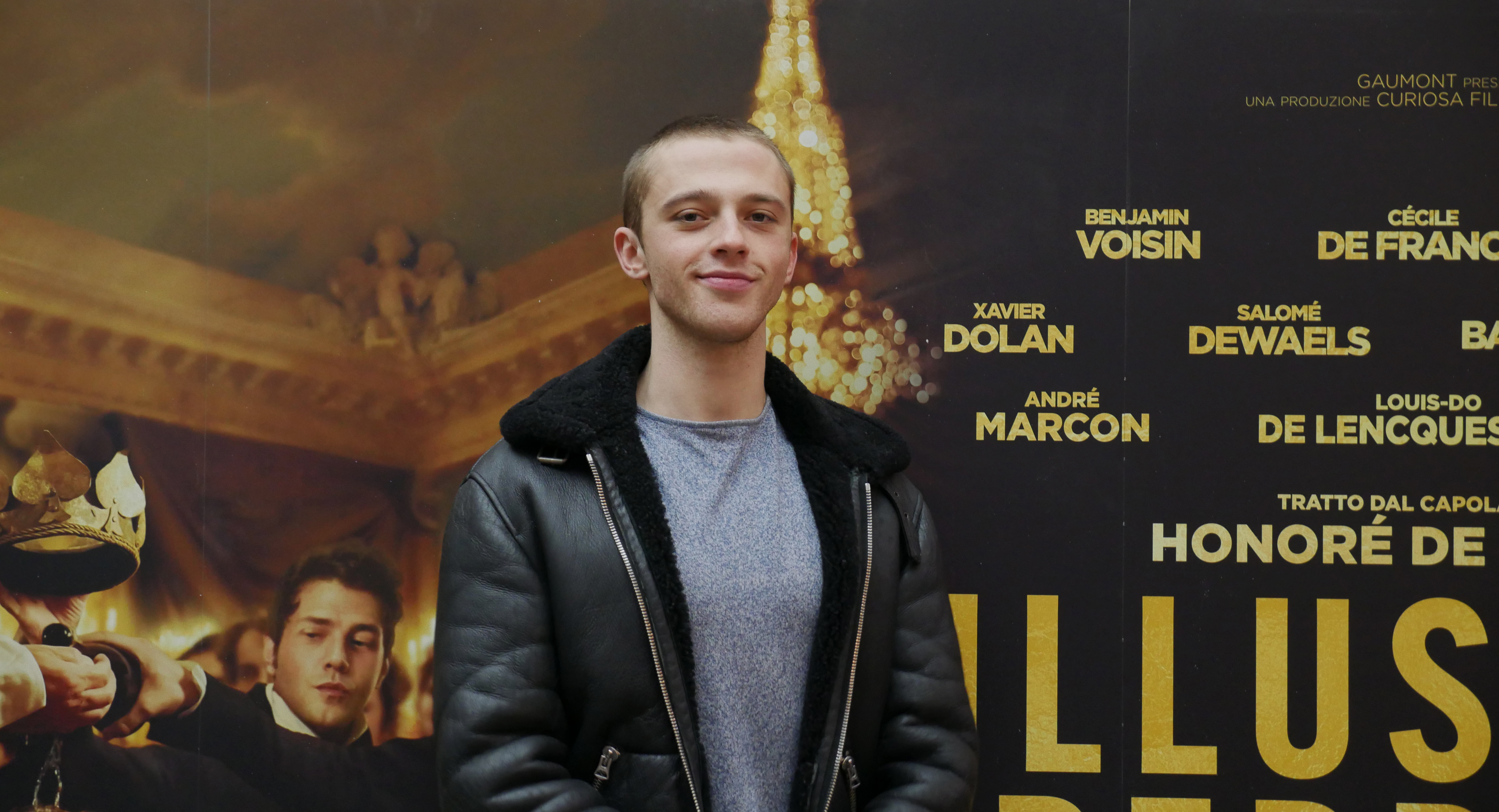
Benjamin Voisin devant l'affiche du film lors d'une avant-première à Rome.

- Benjamin Voisin : Lucien de Rubempré
- Cécile de France : Louise de Bargeton
- Vincent Lacoste : Étienne Lousteau
- Xavier Dolan : Nathan d'Anastazio
- Salomé Dewaels : Coralie
- Jeanne Balibar : Marquise d'Espard
- André Marcon : Baron du Châtelet
- Louis-Do de Lencquesaing : Finot
- Gérard Depardieu : Dauriat
- Jean-François Stévenin : Singali
- Jean-Paul Muel : Monsieur de Bargeton
- Jean-Marie Frin : Camusot
- Isabelle de Hertogh : Bérénice
- Armand Éloi : le contrôleur opéra
- Candice Bouchet : Florine
- Saïd Amadis : Matifat
- Jean-Paul Bordes : le directeur du Réveil
- Julien Sibre : le portier contrôleur du Bas Rouge

## Production

### Tournage
Le tournage a lieu de mi-juillet à fin octobre 2019 en région parisienne et dans le sud de l'Oise, dont le palais de Compiègne. Des scènes supplémentaires dont celles de fin sont tournées en mai 2020 après le premier confinement lié au Covid-19.
Parmi les lieux de tournage à Paris figurent l’Opéra-Comique, le Palais-Royal, le théâtre du Palais-Royal, Le Grand Véfour, les grands boulevards et le jardin du Luxembourg.

### Musique
La musique du film relève essentiellement de ce qui est communément appelé la musique classique. La première musique est le concerto pour 2 violons et cordes RV 523 de Antonio Vivaldi.
Lors de l'arrivée à Paris de Lucien, le réalisateur Xavier Giannoli choisit la polonaise pour Violon et Orchestre D 580 du compositeur Franz Schubert. Ce morceau signe le début de l'ascension sociale du personnage.
La scène du bal où Lucien est invité est associée à La valse bonbon de Johann Strauss.
Sa déchéance sociale est marquée par La sérénade du chant du cygne de Franz Schubert .

## Accueil

### Accueil critique
Sauf indication contraire, les informations mentionnées dans cette section peuvent être confirmées par la base de données cinématographiques Allociné,  présente dans la section « Liens externes ».
En France, le site Allociné propose une moyenne des critiques presse de 4/5, Les Inrocks étant le seul titre de presse de l'échantillon à fournir une critique négative.
Pour Positif, « par sa vitalité et sa puissance romanesque, ce film est à ce jour le meilleur de son auteur, lequel s’est toujours interrogé sur les impasses et les paradoxes de la société du spectacle ».
Dans Le Figaro, Éric Neuhoff vante « un film qui honore l’écrivain en le modernisant ».
Pour Le Monde, « les acteurs se livrent à de prodigieuses joutes verbales, dans un plaisir de jeu communicatif ».
Pour Le Point, « les répliques cinglantes fusent comme des balles, l’appétit de chair, de conquête, de possession trouve de quoi se satisfaire dans une mise en scène flamboyante. Pour un peu, on entend dans les coulisses le grand éclat de rire d’ogre de Balzac. Un pur régal ! ».
Les Cahiers du Cinéma tempèrent cependant : « Ce film participe à un dénigrement très actuel et général de l’information et de la critique, et il s’en dégage un petit parfum d’autant plus nauséeux que quasiment tout ce que le roman de Balzac contient de sentimentalement vibrant, trouble, déchirant, est évacué au profit de constantes torsions sur le présent », rejoints par Libération pour qui « le réalisateur adapte le classique de l’écrivain avec faste et un excellent casting, mais se perd en y injectant une critique rageuse de notre époque ».
Tous les critiques du Masque et la Plume sur France Inter font l'éloge du film, à l'exception de Jean-Marc Lalanne (des Inrockuptibles).

### Box-office
Le film est un succès à sa sortie, réalisant 441 695 entrées en deux semaines, 750 000 en un mois, et avec des prévisions totales au-delà du million.
| Pays ou région | Box-office      | Date d'arrêt du box-office | Nombre de semaines |
| -------------- | --------------- | -------------------------- | ------------------ |
| France         | 991 397 entrées | 29 juin 2022               | 36                 |
| Total mondial  | 8 229 091 $     | -                          | -                  |

## Distinctions

### Récompenses
- Lumières 2022 : Meilleur scénario
- Prix des auditeurs du Masque et la Plume du meilleur film français de l'année 2021[10]
- César 2022 : 
  - César du meilleur film
  - César du meilleur espoir masculin pour Benjamin Voisin
  - César du meilleur acteur dans un second rôle pour Vincent Lacoste
  - César de la meilleure adaptation
  - César de la meilleure photographie
  - César des meilleurs costumes
  - César des meilleurs décors

### Nominations
- Magritte 2022 : Meilleur espoir féminin pour Salomé Dewaels
- Lumières 2022 : 
  - Meilleur film
  - Meilleure mise en scène
  - Meilleur acteur pour Benjamin Voisin[11]
  - Meilleure image
- César 2022 : 
  - Meilleure réalisation
  - Meilleure actrice dans un second rôle pour Jeanne Balibar
  - Meilleure actrice dans un second rôle pour Cécile de France
  - Meilleur acteur dans un second rôle pour Xavier Dolan
  - Meilleur espoir féminin pour Salomé Dewaels
  - Meilleur montage
  - Meilleur son
  - Meilleurs effets visuels

Avec 15 nominations dans 13 catégories différentes aux César 2022, il est le film qui a eu le plus de nominations dans l'histoire des César.

### Sélection
- Mostra de Venise 2021 : sélection officielle, en compétition

## Postérité

### Exposition
Entre septembre et octobre 2021, la Maison de Balzac à Paris organise une exposition sur le film, présentant notamment des accessoires et des costumes utilisés dans le long-métrage,.

### Conséquences sur les ventes du livre
Le film a entraîné un fort engouement pour le livre, dont les ventes ont été multipliées par 25.